# Jake Evans
Pour les articles homonymes, voir Evans.
Jake Evans (né le 2 juin 1996 à Toronto, dans la province de l'Ontario au Canada) est un joueur professionnel canadien de hockey sur glace.

## Carrière en club
En 2011, il commence sa carrière avec les Buzzers de St. Michael's dans la Ligue de hockey junior de l'Ontario. Il est choisi au cours du repêchage d'entrée 2014 dans la Ligue nationale de hockey par les Canadiens de Montréal en 7e ronde, en 207e position. Il passe professionnel avec le Rocket de Laval dans la Ligue américaine de hockey en 2018 où il est dirigé par l’entraîneur Joel Bouchard. Evans s'est amélioré grâce à cet entraîneur: « Je crois qu’il a eu un énorme impact sur ma carrière. Il m’a permis d’améliorer mon jeu et de le passer à un autre niveau. Sans lui, je ne serais pas où je suis. »
Il obtient sa première chance de jouer dans la LNH au cours de la saison 2019-2020. Il marque son premier but le 10 février 2020 contre les Coyotes de l'Arizona dans une défaite de 3-2 des Canadiens.
Le 2 juin 2021, alors qu'il est sur le point de compter dans un filet désert contre les Jets de Winnipeg lors du 1er match du 2e tour des Canadiens en séries éliminatoires, il se fait mettre en échec de plein fouet par l'attaquant Mark Scheifele. Il demeure inconscient sur la patinoire avant d'être transporté sur une civière. Scheifele est suspendu quatre matchs pour son geste. Evans rate le reste des matchs de la ronde contre Winnipeg ainsi que les matchs de la demi-finale face aux Golden Knights de Vegas. Il revient au jeu en finale de la coupe Stanley contre le Lightning de Tampa Bay mais les Canadiens s'inclinent en cinq matchs. À l'automne suivant, il signe une prolongation de contrat de trois ans et 5,1 millions $ avec les Canadiens.
Quelques jours avant la date limite des échanges en mars 2025, Evans signe une prolongation de contrat de quatre saisons à une valeur annuelle moyenne de 2,85 millions $. Ce pacte met fin à de nombreuses rumeurs d'échange et Evans se dit comblé et heureux de jouer à Montréal plutôt qu'ailleurs où il aurait pu gagner plus d'argent.

## Statistiques
| Saison     | Équipe                       | Ligue      |     | Saison régulière | Saison régulière | Saison régulière | Saison régulière | Saison régulière |   | Séries éliminatoires | Séries éliminatoires | Séries éliminatoires | Séries éliminatoires | Séries éliminatoires |
| Saison     | Équipe                       | Ligue      | PJ  | B                | A                | Pts              | Pun              | PJ               | B | A                    | Pts                  | Pun                  |                      |                      |
| 2011-2012  | Buzzers de St. Michael's     | LHJO       | 5   | 2                | 2                | 4                | 0                | -                | - | -                    | -                    | -                    |                      |                      |
| 2012-2013  | Buzzers de St. Michael's     | LHJO       | 50  | 12               | 32               | 44               | 45               | 24               | 8 | 9                    | 17                   | 14                   |                      |                      |
| 2013-2014  | Buzzers de St. Michael's     | LHJO       | 49  | 16               | 47               | 63               | 79               | 5                | 0 | 5                    | 5                    | 8                    |                      |                      |
| 2014-2015  | Fighting Irish de Notre-Dame | HE         | 41  | 7                | 10               | 17               | 22               | -                | - | -                    | -                    | -                    |                      |                      |
| 2015-2016  | Fighting Irish de Notre-Dame | HE         | 37  | 8                | 25               | 33               | 29               | -                | - | -                    | -                    | -                    |                      |                      |
| 2016-2017  | Fighting Irish de Notre-Dame | HE         | 40  | 13               | 29               | 42               | 47               | -                | - | -                    | -                    | -                    |                      |                      |
| 2017-2018  | Fighting Irish de Notre-Dame | Big-10     | 40  | 13               | 33               | 46               | 18               | -                | - | -                    | -                    | -                    |                      |                      |
| 2018-2019  | Rocket de Laval              | LAH        | 67  | 13               | 32               | 45               | 26               | -                | - | -                    | -                    | -                    |                      |                      |
| 2019-2020  | Canadiens de Montréal        | LNH        | 13  | 2                | 1                | 3                | 0                | 6                | 0 | 1                    | 1                    | 0                    |                      |                      |
| 2019-2020  | Rocket de Laval              | LAH        | 51  | 14               | 24               | 38               | 26               | -                | - | -                    | -                    | -                    |                      |                      |
| 2020-2021  | Canadiens de Montréal        | LNH        | 47  | 3                | 10               | 13               | 29               | 7                | 1 | 1                    | 2                    | 4                    |                      |                      |
| 2021-2022  | Canadiens de Montréal        | LNH        | 72  | 13               | 16               | 29               | 22               | -                | - | -                    | -                    | -                    |                      |                      |
| 2022-2023  | Canadiens de Montréal        | LNH        | 54  | 2                | 17               | 19               | 28               | -                | - | -                    | -                    | -                    |                      |                      |
| 2023-2024  | Canadiens de Montréal        | LNH        | 82  | 7                | 21               | 28               | 24               | -                | - | -                    | -                    | -                    |                      |                      |
| 2024-2025  | Canadiens de Montréal        | LNH        | 82  | 13               | 23               | 36               | 10               | 5                | 0 | 1                    | 1                    | 2                    |                      |                      |
| Totaux LNH | Totaux LNH                   | Totaux LNH | 350 | 40               | 88               | 128              | 113              | 18               | 1 | 3                    | 4                    | 8                    |                      |                      |